# الکساندر گوسیاتنیکوف
الکساندر گوسیاتنیکوف (روسی: Александр Михайлович Гусятников؛ زادهٔ ۵ اکتبر ۱۹۵۱) دوچرخه‌سوار اهل اتحاد جماهیر سوسیالیستی شوروی است.